# Вороновка (Смоленская область)
Вороновка — деревня в Хиславичском районе Смоленской области России. Входит в состав Городищенского сельского поселения. Население — 10 жителей (2013 год). 
Расположена в юго-западной части области в 18 км к юго-западу от Хиславичей, в 51 км западнее автодороги А141 Орёл — Витебск, на берегу реки Сож. В 51 км восточнее деревни расположена железнодорожная станция Крапивенская на линии Смоленск — Рославль.

## История
В годы Великой Отечественной войны деревня была оккупирована гитлеровскими войсками в июле 1941 года, освобождена в сентябре 1943 года.